# Bruno Diekmann
Bruno Diekmann (19 de Abril de 1897 - 11 de Janeiro de 1982) foi um político alemão (SPD) e ministro-presidente do estado de Schleswig-Holstein.